# Hans Wolff (Landrat)
Hans Wolff (* 8. Juni 1882 in Krefeld; † 5. November 1918 in Sankt Goarshausen) war ein deutscher Verwaltungsbeamter.

## Leben
Hans Wolff studierte Rechtswissenschaften an der Ruprecht-Karls-Universität Heidelberg. 1901 wurde er Mitglied des Corps Guestphalia Heidelberg. Nach Abschluss des Studiums und Promotion zum Dr. jur. trat er in den preußischen Staatsdienst ein. Er absolvierte das Regierungsreferendariat bei der Regierung in Düsseldorf und bestand 1910 das Regierungsassessor-Examen. 1918 wurde er Landrat des Kreises Sankt Goarshausen. Noch im gleichen Jahr verstarb er im Amt.

## Schriften
- Der strafrechtliche Schutz des Berufsgeheimnisses, Schletter, Breslau 1908 (zugleich Dissertation Heidelberg)